# 2250 Сталінград
2250 Сталінград (2250 Stalingrad) — астероїд головного поясу, відкритий 18 квітня 1972 року.
Тіссеранів параметр щодо Юпітера — 3,170.